# Кара бей Таушанли джамия
Кара бей Таушанли джамия или Кара Ходжа джамия (на македонска литературна норма: Кара Беј Таушанли џамија; на турски: Kara Bey Camii, Kara Hoca Camii; на турски: Tavşanlı Kara Bey Cami; на албански: Xhamia e Kara Beut) е мюсюлмански храм, намиращ се в град Охрид, Северна Македония.
Джамията е османска. Спомената е от Евлия Челеби в 1662 година. На храма няма ктиторски надпис. Разположена е на улица „Даме Груев“ (стара „Никола Пашич“) в едноименната мюсюлманска охридска махала Кара бей.